# 1135 Колхида
1135 Колхида (енгл. 1135 Colchis) је астероид главног астероидног појаса. Приближан пречник астероида је 50,64 ,
а средња удаљеност астероида од Сунца износи 2,666 астрономских јединица (АЈ).
Инклинација (нагиб) орбите у односу на раван еклиптике је 4,540 степени, а орбитални период износи 1590,830 дана (4,355 године). Ексцентрицитет орбите астероида износи 0,113.
Апсолутна магнитуда астероида износи 10,20 а геометријски албедо 0,057.
Астероид је откривен 3. октобра 1929. године.